# Comuna Zakusîlî, Narodîci
Zakusîlî (în ucraineană Закусилівська сільська рада) este o comună în raionul Narodîci, regiunea Jîtomîr, Ucraina, formată din satele Babînîci, Jerev și Zakusîlî (reședința).

## Demografie
Componența lingvistică a comunei Zakusîlî
     Ucraineană (97,61%)
     Română (1,64%)
     Alte limbi (0,6%)
Conform recensământului din 2001, majoritatea populației comunei Zakusîlî era vorbitoare de ucraineană (97,61%), existând în minoritate și vorbitori de română (1,64%).